# Зандак-Ара
Зандак-Ара (рос. Зандак-Ара) — село у Ножай-Юртовському районі Чечні Російської Федерації.
Населення становить 706 осіб. Входить до складу муніципального утворення Гендергенське сільське поселення.

## Історія
Згідно із законом від 20 лютого 2009 року органом місцевого самоврядування є Гендергенське сільське поселення.

## Населення
| 1990 | 2002 | 2010 |
| ---- | ---- | ---- |
| 492  | ↗639 | ↗706 |